# Willibald Rosner
Willibald Rosner (* 23. Dezember 1952 in Wien) ist ein österreichischer Archivar, Autor und Herausgeber.

## Leben
Willibald Rosner ist Sohn eines Mittelschullehrers, hat 1971 in Wien maturiert und nach dem Präsenzdienst beim Bundesheer an der Universität Wien Geschichte, Germanistik und zeitweise Slawistik studiert. Als Zeitoffizier hat er das Studium zwischen 1976 und 1982 unterbrochen. 1983 bis 1986 hat er den Lehrgang des Instituts für Österreichische Geschichtsforschung absolviert.
Im Jahr 1988 trat Rosner in den NÖ Landesdienst ein, wurde dem niederösterreichischen Landesarchiv zugeteilt, wo er im NÖ Institut für Landeskunde tätig war. Seit 1. Jänner 1998 war er stellvertretender Leiter des Archivs. Seit 2002 ist er Wirklicher Hofrat. Mit 1. Dezember 2005 wurde er zum Direktor des Archivs und im Mai 2011 zum Leiter der neugeschaffenen Abteilung NÖ Landesarchiv und NÖ Landesbibliothek bestellt. Mit Dezember 2017 trat er in den Ruhestand über. Von 2013 bis 2017 war er Präsident des Verbandes Österreichischer Archivarinnen und Archivare. Von 1992 bis Jänner 2018 war er Generalsekretär des Vereins für Landeskunde von Niederösterreich.

## Werke (Auszug)
- Hrsg. gemeinsam mit Helmuth Feigl: Adel im Wandel. Vorträge und Diskussionen des elften Symposions des Niederösterreichischen Instituts für Landeskunde, Horn, 2. bis 5. Juli 1990 (= Studien und Forschungen aus dem Niederösterreichischen Institut für Landeskunde. 15). NÖ Schriften Wissenschaft 48, Wien 1991.
- Hrsg. gemeinsam mit Ernst Bezemek: Vergangenheit und Gegenwart. Der Bezirk Hollabrunn und seine Gemeinden. Hollabrunn 1993.
- Die österreichisch-ungarische Gebirgsfortifikation der Ära Vogl (1883/84–1900). In: MILITARIA AUSTRIACA. Nr. 16, 1994.
- Die Länder-Konferenzen 1945. Dokumente und Materialien (= Studien und Forschungen aus dem Niederösterreichischen Institut für Landeskunde. Sonderband). Wien 1995.
- Red.: Tradition im Fortschritt. Hermann Riepl zum 60. Geburtstag (= Jahrbuch für Landeskunde von Niederösterreich. Neue Folge 63/64). St. Pölten 1998 (gesamtes Jahrbuch als PDF; Literatur. In: ZOBODAT.at. OÖ Landes-Kultur GmbH, 26 einzelne PDF-Dateien).
- Hrsg. gemeinsam mit Siegfried Nasko: St. Pölten im 20. Jahrhundert: Geschichte einer Stadt. St. Pölten 2010.
- Hrsg.: NÖ-Familienalbum. Unser Land 1945 bis 1955. In persönlichen Erinnerungen. Band 2: Mostviertel, Band 4: Weinviertel, 1. und 2. Auflage, Wien 2006–2007.